# Stade Torpedo (Jodzina)
Le Stade Torpedo est un stade multi-fonction basé à Jodzina, en Biélorussie. Il est actuellement utilisé principalement pour les matchs de football et est le terrain du Torpedo Jodzina. Le stade a été ouvert en 1969, rénové en 2011 et accueille actuellement 6 524 personnes.
Le stade a accueilli un match amical international entre la Biélorussie et le Honduras le 24 mars 2021.